# Gasterocome contacta
Gasterocome contacta är en fjärilsart som beskrevs av W. Warren 1899. Gasterocome contacta ingår i släktet Gasterocome och familjen mätare. Inga underarter finns listade i Catalogue of Life.